# Густав VI Адольф
Густав VI Адольф (Оскар Фредрик Вильгельм Олаф Густав Адольф, 11 ноября 1882[…], Королевский дворец в Стокгольме, Стокгольм — 15 сентября 1973[…], Хельсингборг, Мальмёхус) — король Швеции (1950—1973).

## Биография
Старший сын короля Густава V и Виктории Баденской. С рождения носил титул герцога Сконского. Его первая жена, Маргарита Коннаутская (с 1905 года) — внучка королевы Виктории, дочь герцога Артура Коннаутского. Имел от неё четырёх сыновей и дочь:
- принц Густав Адольф Оскар Фредерик Артур Эдмунд (1906—1947) — был женат на принцессе Сибилле Саксен-Кобург-Готской, в браке родилось четыре дочери и сын, будущий король Карл XVI Густав;
- принц Сигвард Оскар Фредерик (1907—2002) — был женат трижды, имел сына от второго брака;
- принцесса Ингрид Виктория София Луиза Маргарет (1910—2000) — королева Дании, жена Фредерика IX, в браке родилось три дочери, включая будущую королеву Дании Маргрете II и королеву Греции Анну-Марию;
- принц Бертиль Густав Оскар Карл Евгений (1912—1997) — был женат на Лилиан Дэвис, детей не имели;
- принц Карл Юхан Артур (1916—2012) — был женат дважды, имел двух приемных детей.

Маргарита погибла от заражения крови при операции 1 мая 1920 года, за 30 лет до вступления Густава на престол. Вторая жена (с 1923), Луиза Баттенберг (Маунтбеттен) — тётка герцога Филиппа Эдинбургского, с 1950 года — королева Луиза. Во втором браке детей не было, единственный ребёнок супругов (девочка) родился мёртвым 30 мая 1925 года.
Вступил на престол в возрасте 67 лет, использовал девиз: швед. Plikten framför allt («Долг прежде всего»). Во время правления Густава VI началась работа по конституционной реформе (новая Конституция принята в 1975 году, уже после его смерти). Как монарх был очень популярен. Увлекался археологией и ботаникой. Участвовал в археологических экспедициях в Китае (специализовался на китайском искусстве), Греции, Италии, основал Шведский институт в Риме. Как ботаник, собрал большую коллекцию рододендронов. Имел библиотеку в 80 тысяч томов, причём действительно читал все приобретаемые книги.
Умер от воспаления лёгких, похоронен не в усыпальнице королей в Риддархольмской церкви, а в Хаге. Его преемником стал 27-летний внук Карл XVI Густав (единственный сын Густава Адольфа, герцога Вестерботтенского, погибшего в 1947 году, ещё до вступления отца на престол).

## Факты
- Являлся самым пожилым действующим руководителем государства на планете с 24 июня по 15 сентября 1973 года.
- В 1956 году во время царствования Густава VI Адольфа Швеция принимала часть XVI летних Олимпийских игр, которые проходили в Стокгольме (конный спорт). При этом он открывал эти Игры.

## Галерея

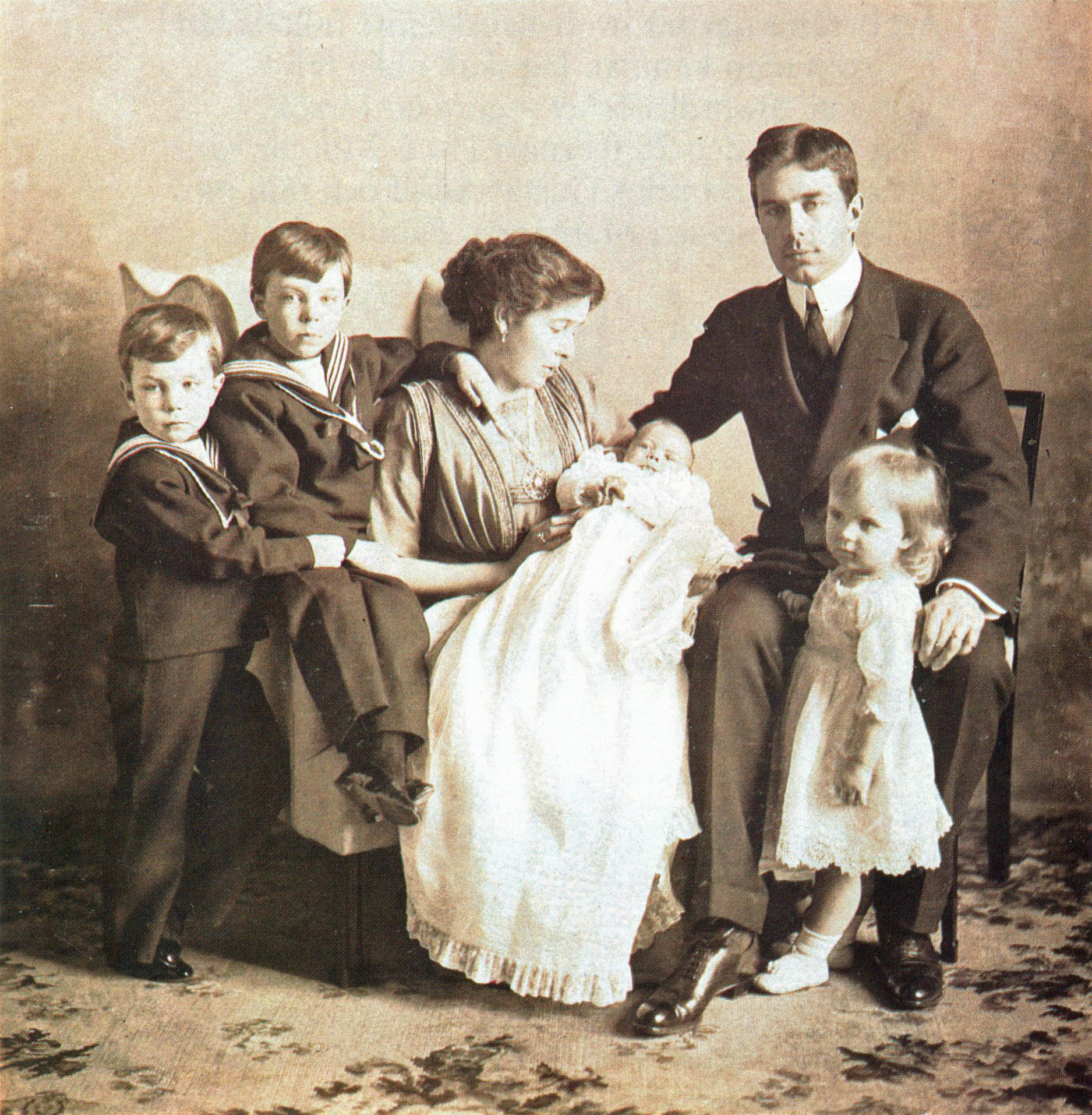
Наследный принц Густав Адольф с первой женой Маргаритой Коннаутской в 1912 году
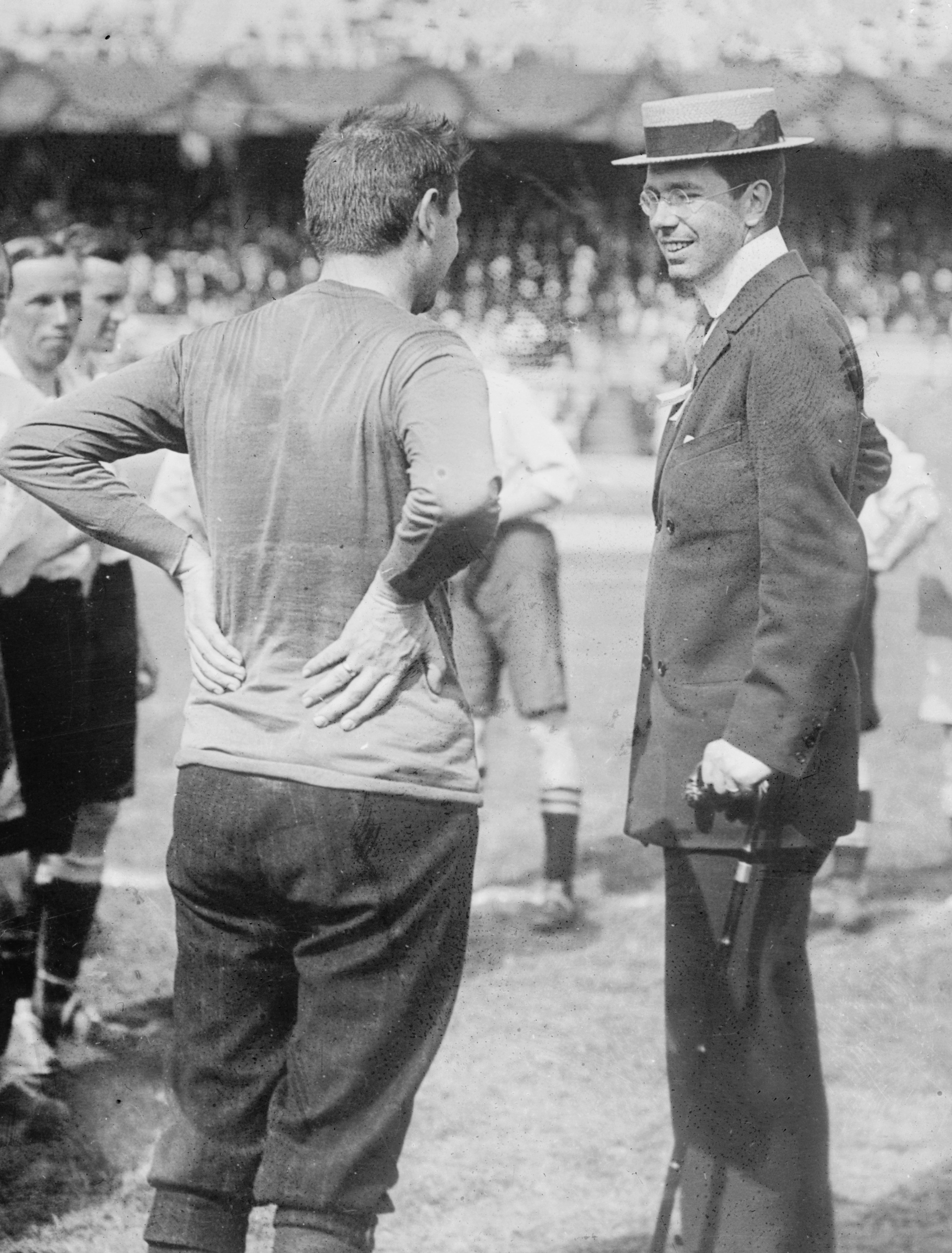
1910—1915
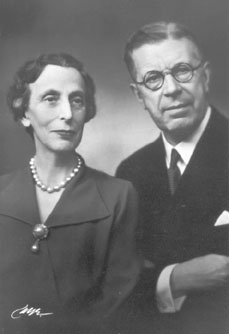
Король Густав VI Адольф со второй женой Луизой Маунтбеттен в 1950 году

## Награды
Награды Швеции
| Дата                           | Награда                                                                     | Награда                                                                     | Литеры  |
| ------------------------------ | --------------------------------------------------------------------------- | --------------------------------------------------------------------------- | ------- |
| 29 октября 1950                | Суверен                                                                     | ордена Серафимов                                                            |         |
| 11 ноября 1882—29 октября 1950 | Рыцарь                                                                      | ордена Серафимов                                                            | RSerafO |
| 29 октября 1950                | Суверен                                                                     | ордена Меча                                                                 |         |
| 11 ноября 1882—29 октября 1950 | Кавалер Большого креста                                                     | ордена Меча                                                                 | KmstkSO |
| 29 октября 1950                | Суверен                                                                     | ордена Полярной звезды                                                      |         |
| 11 ноября 1882—29 октября 1950 | Кавалер Большого креста                                                     | ордена Полярной звезды                                                      | KmstkNO |
| 29 октября 1950                | Суверен                                                                     | ордена Вазы                                                                 |         |
| 11 ноября 1882—29 октября 1950 | Кавалер Большого креста                                                     | ордена Вазы                                                                 | KmstkVO |
| 29 октября 1950                | Суверен                                                                     | ордена Карла XIII                                                           |         |
| 11 ноября 1882—29 октября 1950 | Кавалер                                                                     | ордена Карла XIII                                                           | RCXIII  |
| 29 октября 1950                | Протектор шведского ордена святого Иоанна                                   | Протектор шведского ордена святого Иоанна                                   |         |
| 1897                           | Юбилейная памятная медаль короля Оскара II                                  | Юбилейная памятная медаль короля Оскара II                                  |         |
| 1906                           | Памятная медаль серебряной свадьбы кронпринца Густава и принцессы Виктории  | Памятная медаль серебряной свадьбы кронпринца Густава и принцессы Виктории  |         |
| 1907                           | Юбилейная памятная медаль Золотой свадьбы короля Оскара II и королевы Софии | Юбилейная памятная медаль Золотой свадьбы короля Оскара II и королевы Софии |         |
| 1928                           | Памятная медаль 70-летия короля Густава V                                   | Памятная медаль 70-летия короля Густава V                                   |         |
| 1948                           | Памятная медаль 90-летия короля Густава V                                   | Памятная медаль 90-летия короля Густава V                                   |         |
| -                              | Медаль «Illis Quorum Meruere Labores»                                       | Медаль «Illis Quorum Meruere Labores»                                       |         |

Награды иностранных государств
| Страна                | Дата вручения    | Награда                                                                                                 | Награда                                                                                                 | Литеры   |
| --------------------- | ---------------- | --- | --- | -------- |
| Австро-Венгрия        | —                | Рыцарь Большого креста ордена Святого Стефана                                                           | Рыцарь Большого креста ордена Святого Стефана                                                           |          |
| Бельгия               | —                | Кавалер Большого креста ордена Леопольда I                                                              | Кавалер Большого креста ордена Леопольда I                                                              |          |
| Египет                | —                | Кавалер орденской цепи Мухаммеда Али                                                                    | Кавалер орденской цепи Мухаммеда Али                                                                    |          |
| Финляндия             | —                | Кавалер Большого креста ордена Белой розы                                                               | Кавалер Большого креста ордена Белой розы                                                               |          |
| Франция               | —                | Кавалер Большого креста ордена Почётного легиона                                                        | Кавалер Большого креста ордена Почётного легиона                                                        |          |
| Германия              | —                | Рыцарь ордена Чёрного орла                                                                              | Рыцарь ордена Чёрного орла                                                                              |          |
| Германия              | —                | Рыцарь Большого креста ордена Красного орла                                                             | Рыцарь Большого креста ордена Красного орла                                                             |          |
| Германия              | —                | Кавалер Большого креста специального класса ордена «За заслуги перед Федеративной Республикой Германия» | Кавалер Большого креста специального класса ордена «За заслуги перед Федеративной Республикой Германия» |          |
| Баден                 | —                | Кавалер Большого креста Родового ордена Верности                                                        | Кавалер Большого креста Родового ордена Верности                                                        |          |
| Ольденбург            | —                | Кавалер Большого креста ордена Заслуг герцога Петра-Фридриха-Людвига                                    | Кавалер Большого креста ордена Заслуг герцога Петра-Фридриха-Людвига                                    |          |
| Саксен-Веймар-Эйзенах | —                | Кавалер Большого креста ордена Саксен-Эрнестинского дома                                                | Кавалер Большого креста ордена Саксен-Эрнестинского дома                                                |          |
| Саксония              | —                | Кавалер Домашнего ордена Рутовой короны                                                                 | Кавалер Домашнего ордена Рутовой короны                                                                 |          |
| Греция                | —                | Кавалер Большого креста ордена Спасителя                                                                | Кавалер Большого креста ордена Спасителя                                                                |          |
| Исландия              | —                | Кавалер Большого креста ордена Сокола                                                                   | Кавалер Большого креста ордена Сокола                                                                   |          |
| Иран                  | —                | Кавалер цепи ордена Пехлеви                                                                             | Кавалер цепи ордена Пехлеви                                                                             |          |
| Ирак                  | —                | Кавалер ордена Междуречья 1 класса                                                                      | Кавалер ордена Междуречья 1 класса                                                                      |          |
| Япония                | —                | Кавалер цепи ордена Хризантемы                                                                          | Кавалер цепи ордена Хризантемы                                                                          |          |
| Нидерланды            | —                | Кавалер Большого креста ордена Нидерландского льва                                                      | Кавалер Большого креста ордена Нидерландского льва                                                      |          |
| Норвегия              | —                | Командор ордена Святого Олафа                                                                           | Командор ордена Святого Олафа                                                                           |          |
| Турция                | —                | Кавалер ордена Османие 1 класса                                                                         | Кавалер ордена Османие 1 класса                                                                         |          |
| Перу                  | —                | Кавалер Большого креста с бриллиантами ордена Солнца                                                    | Кавалер Большого креста с бриллиантами ордена Солнца                                                    |          |
| Португалия            | —                | Кавалер Большого креста ордена Башни и Меча                                                             | Кавалер Большого креста ордена Башни и Меча                                                             | GCTE     |
| Российская империя    | —                | Кавалер Императорского ордена Святого Андрея Первозванного                                              | Кавалер Императорского ордена Святого Андрея Первозванного                                              |          |
| Российская империя    | —                | Кавалер Императорского ордена Святого Благоверного Князя Александра Невского                            | Кавалер Императорского ордена Святого Благоверного Князя Александра Невского                            |          |
| Российская империя    | —                | Кавалер Императорского и Царского ордена Святого Станислава 1 степени                                   | Кавалер Императорского и Царского ордена Святого Станислава 1 степени                                   |          |
| Российская империя    | —                | Кавалер Императорского ордена Святой Анны 1 степени                                                     | Кавалер Императорского ордена Святой Анны 1 степени                                                     |          |
| Российская империя    | —                | Кавалер Императорского ордена Белого орла                                                               | Кавалер Императорского ордена Белого орла                                                               |          |
| Великобритания        | —                | Рыцарь Большого креста ордена Бани                                                                      | Рыцарь Большого креста ордена Бани                                                                      | GCB      |
| Великобритания        | —                | Кавалер Королевской Викторианской цепи                                                                  | Кавалер Королевской Викторианской цепи                                                                  |          |
| Великобритания        | —                | Кавалер Большого креста Королевского Викторианского ордена                                              | Кавалер Большого креста Королевского Викторианского ордена                                              | GCVO     |
| Дания                 | 1903—            | Рыцарь ордена Слона                                                                                     | Рыцарь ордена Слона                                                                                     | R. af E. |
| Норвегия              | 21 января 1904—  | Рыцарь ордена Норвежского льва                                                                          | Рыцарь ордена Норвежского льва                                                                          |          |
| Италия                | 1905—            | Рыцарь ордена Святого Благовещения                                                                      | Рыцарь ордена Святого Благовещения                                                                      |          |
| Италия                | 1905—            | Рыцарь Большого креста ордена Святых Маврикия и Лазаря                                                  | Рыцарь Большого креста ордена Святых Маврикия и Лазаря                                                  |          |
| Италия                | 1905—            | Рыцарь Большого креста ордена Короны Италии                                                             | Рыцарь Большого креста ордена Короны Италии                                                             |          |
| Испания               | 31 января 1910—  | 1126 рыцарь ордена Золотого руна                                                                        | 1126 рыцарь ордена Золотого руна                                                                        |          |
| Таиланд               | 25 октября 1911— | Кавалер ордена Королевского дома Чакри                                                                  | Кавалер ордена Королевского дома Чакри                                                                  |          |
| Дания                 | 24 марта 1952—   | Гранд-командор ордена Даннеброга                                                                        | Гранд-командор ордена Даннеброга                                                                        | S.Kmd    |
| Великобритания        | 1954—            | Рыцарь ордена Подвязки                                                                                  | Рыцарь ордена Подвязки                                                                                  | KG       |
| Австрия               | 1960—            | Большая звезда Почёта За заслуги перед Австрийской Республикой                                          | Большая звезда Почёта За заслуги перед Австрийской Республикой                                          |          |
| Италия                | 14 июня 1966—    | Кавалер Большого креста декорированного лентой ордена «За заслуги перед Итальянской Республикой»        | Кавалер Большого креста декорированного лентой ордена «За заслуги перед Итальянской Республикой»        |          |

Почётный член Британской академии (1953).